# Smashes, Thrashes & Hits
Smashes,Thrashes & Hits je album největších hitů skupiny Kiss z roku 1988. Album obsahuje 15 písní včetně dvou nových skladeb. Obě nové písně Let's Put the 'X' in Sex a You Make Me Rock Hard napsal Paul Stanley. K oběma songům byl natočen videoklip. Písně se nesou v učesaném stylu poslední studiové desky Crazy Nights. V písni Beth zpívá vokály Eric Carr, který v roce 1980 nahradil Petera Crisse.

## Seznam skladeb
| Základní verze | Základní verze                 | Základní verze           | Základní verze    | Základní verze |
| Pořadí         | Název                          | Autor                    | Hlavní zpěvák     | Délka          |
| -------------- | ------------------------------ | ------------------------ | ----------------- | -------------- |
| 1.             | Let's Put the X in Sex         | Stanley / Child          | Paul Stanley      | 3:48           |
| 2.             | (You Make Me) Rock Hard        | Stanley / Child          | Stanley           | 3:26           |
| 3.             | Love Gun (Remix)               | Stanley                  | Stanley           | 3:31           |
| 4.             | Detroit Rock City (Remix)      | Stanley / Bob Ezrin      | Stanley           | 3:45           |
| 5.             | I Love It Loud (Remix)         | Simmons / Vinnie Vincent | Gene Simmons      | 3:48           |
| 6.             | Deuce (Remix)                  | Simmons                  | Simmons           | 3:20           |
| 7.             | Lick It Up                     | Vincent / Stanley        | Stanley           | 3:53           |
| 8.             | Heaven's on Fire               | Stanley / Child          | Stanley           | 3:19           |
| 9.             | Calling Dr. Love (Remix)       | Simmons                  | Simmons           | 3:38           |
| 10.            | Strutter (Remix)               | Stanley                  | Stanley           | 3:38           |
| 11.            | Beth (Eric Carr zpěv)          | Peter Criss / Ezrin      | Carr              | 2:46           |
| 12.            | Tears Are Falling              | Stanley                  | Stanley           | 3:54           |
| 13.            | I Was Made for Lovin' You      | Stanley / Child / Poncia | Stanley           | 4:29           |
| 14.            | Rock and Roll All Nite (Remix) | Stanley / Simmons        | Simmons           | 2:56           |
| 15.            | Shout It Out Loud (Remix)      | Stanley / Simmons        | Stanley / Simmons | 3:07           |
| Celková délka: | Celková délka:                 | Celková délka:           | Celková délka:    | 51:54          |